# Athoracophorus bitentaculatus
Athoracophorus bitentaculatus är en snäckart som först beskrevs av Jean René Constant Quoy och Joseph Paul Gaimard 1832.  Athoracophorus bitentaculatus ingår i släktet Athoracophorus och familjen Athoracophoridae. Inga underarter finns listade i Catalogue of Life.